# Goa (Camarines Sur)
Goa ist eine philippinische Stadtgemeinde in der Provinz Camarines Sur, in der Verwaltungsregion V, Bicol. Sie hat 63.308 Einwohner (Zensus 1. August 2015), die in 34 Barangays lebten. Sie wird als Gemeinde der  zweiten Einkommensklasse auf den Philippinen eingestuft. Ihre Nachbargemeinden sind Tinambac im Nordwesten, Calabanga im Westen, Lagonoy im Nordosten, San Jose im Osten, Ocampo und Tigaon im Süden. Teile des Mount-Isarog-Nationalparks liegen auf dem Gebiet der Gemeinde.

## Baranggays
| - Abucayan - Bagumbayan Grande (Pob.) - Bagumbayan Pequeño (Pob.) - Balaynan - Belen (Pob.) - Buyo - Cagaycay - Catagbacan - Digdigon - Gimaga - Halawig-Gogon - Hiwacloy | - La Purisima (Pob.) - Lamon - Lorenzo Padua (formerly Matacla) - Maymatan - Maysalay - Napawon (Napunuon) - Panday (Pob.) - Payatan - Pinaglabanan - Salog - San Benito (Pob.) | - San Isidro West - San Isidro (Pob.) - San Jose (Pob.) - San Juan Bautista (Pob.) - San Juan Evangelista (Pob.) - San Pedro (formerly Aroro) - Scout Fuentebella (West) - Tabgon - Tagongtong - Tamban (Mabini) - Taytay (Halawig-gogon East) - Taytay (Upper Culasi) |